# Tucuruvi (métro de São Paulo)
Tucuruvi (en portugais : Estação Tucuruvi) est une station terminus de la ligne 1 - Bleue du métro de São Paulo. Elle est située sur l'avenida Doutor Antonio Maria Laet, dans le quartier Tucuruvi, zone nord de São Paulo au Brésil.
Elle a été inaugurée le 29 avril 1998, après avoir fait partie du plan d'expansion nord de la ligne 1. Jusqu'en 1965, dans un endroit très proche, la gare de Tucuruvi du légendaire Tramway da Cantareira fonctionnait, désactivée cette année-là.

## Situation sur le réseau

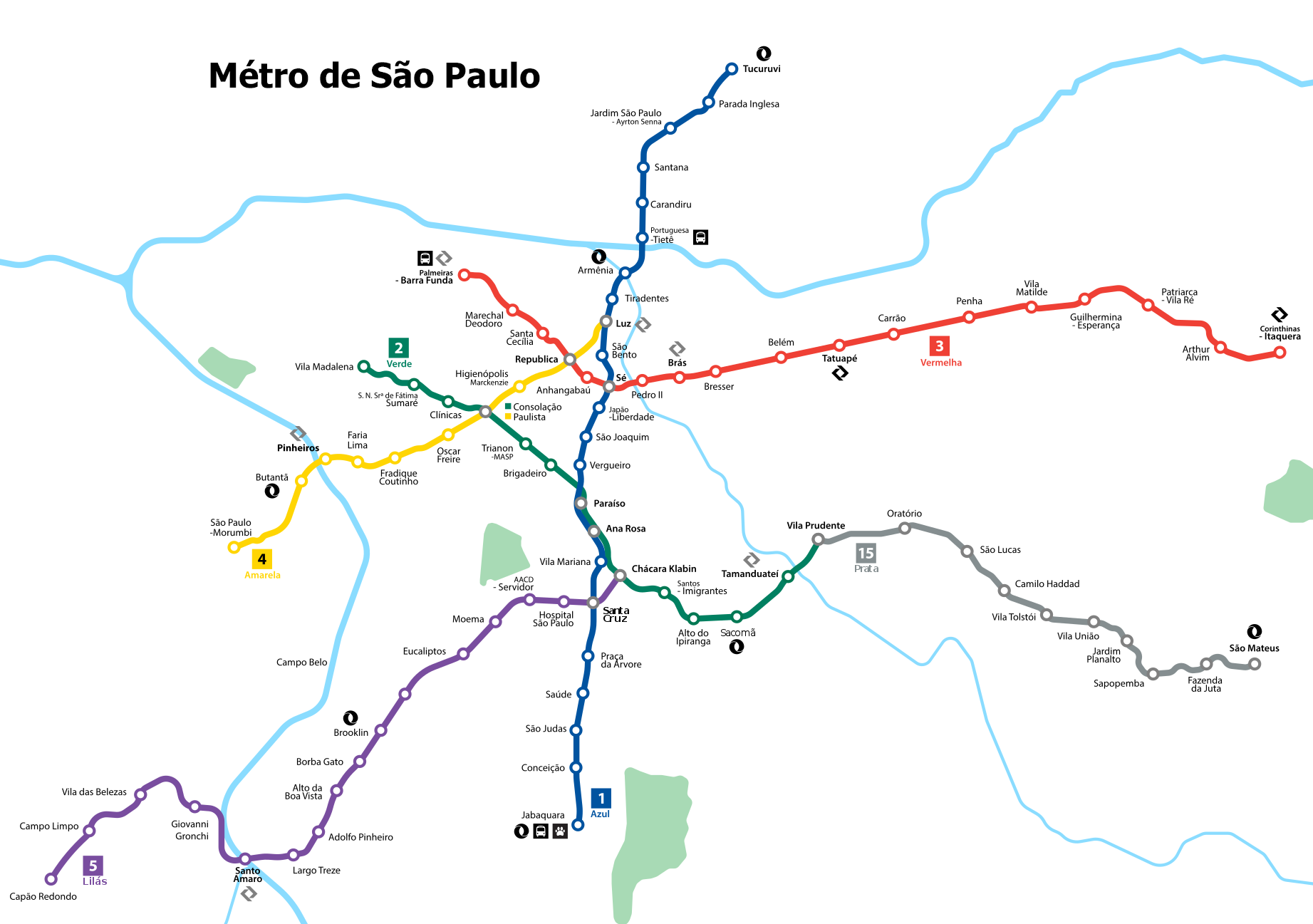
Plan du Métro de São Paulo 2020.

Établie en position semi-souterraine, Tucuruvi est la station terminus nord de la ligne 1 du métro de São Paulo (Bleue), située avant la station Parada Inglesa, en direction du terminus sud Jabaquara,.
Elle dispose de deux quais latéraux encadrant les deux voies de la ligne. Terminus, elle est suivie par des voies de manœuvres et de garage pour les rames.

## Histoire

### Projet et chantier
Le projet de la station Tucuruvi est apparu en 1978, lors de la première mise à jour du plan HMD (initialement contracté par le Métro en 1968), après avoir reçu les données de l'enquête origine–destination de 1977. Malgré la définition de la directive d'extension pour Tucuruvi, ses travaux n'ont été adjugés qu'en 1986, non sans faire l'objet de deux polémiques.
La première était que le métro avait choisi une zone sur l'avenida Dr. Antonio Maria de Laet. Dans une lettre au journal Folha de S.Paulo, un habitant de la région a fait une série d'enquêtes, parmi lesquelles l'emplacement proposé par le métro pour la future station Tucuruvi était de difficile accès pour les résidents du côté sud de l'avenue, et a proposé la construction de la station sur l'avenida Tucuruvi. En réponse, le président du Métro, Walter Bernardes Mory, a affirmé que la station à l'endroit proposé par le citoyen apporterait un coût plus élevé (avec des équipements de ventilation spéciaux, des escalators et des ascenseurs) et exigerait un grand profondeur.
La deuxième polémique a été soulevée par l'avocat et candidat à député fédérale par le PTB Marco Antonio Perez Alves, qui a publié une annonce d'un quart de page à Folha dénonçant un prétendu schème de direction d'appel d'offres pour les travaux (réalisés en septembre 1986) à certaines entreprises. Dans le cas de la station Tucuruvi, les travaux seraient dirigés vers l'entreprise de construction CBPO. En effet, le résultat de l'appel d'offres a été la victoire de la CBPO, bien que la dénonciation de la direction n'ait pas suscité de réaction des autorités.
Les travaux de la station ont commencé, en effet, en mai 1988, avec une ouverture prévue en 1990. Cependant, l'Etat connaissait le début d'une crise économique qui culminerait plus tard dans l'intervention de Banespa et dans un fort endettement du métro auprès de la BNDES,. De cette manière, les travaux ont été arrêtés et repris plusieurs fois, jusqu'à ce qu'ils soient arrêtés mi-1994 (lorsque l'inauguration de la station a été à nouveau programmée) et repris en 1996 (par une concession des recettes de la billetterie de la station aux constructeurs pendant quinze ans, qui a financé la construction des stations).

### Mise en service

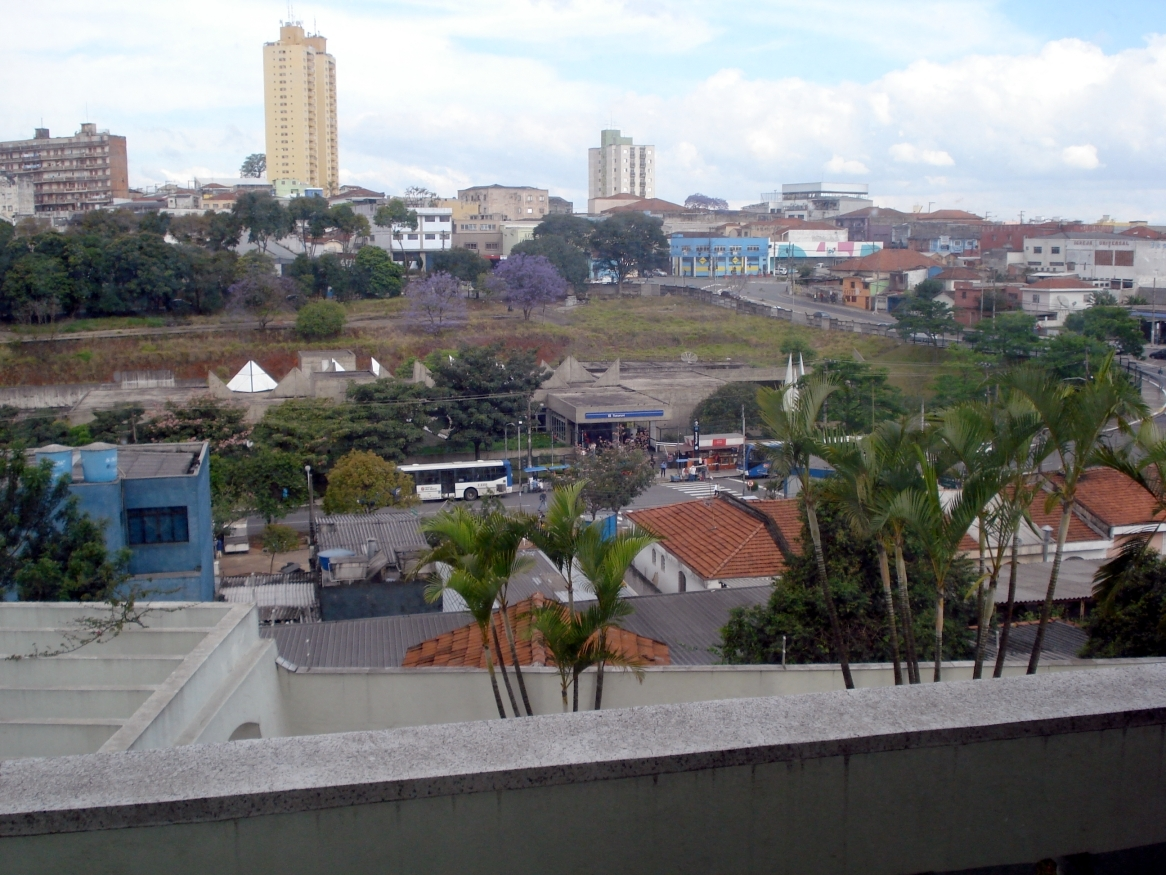
La station d'en son environnement.

Elle est inaugurée le 29 avril 1998. C'est une station semi-souterraine, avec des quais latéraux couverts par des volets horizontaux jaunes qui permettent l'entrée naturel de l'air et de la lumière à l'intérieur. Elle possède une structure en béton apparent, des serrures électroniques et un accès pour les personnes handicapées. Elle dispose de 8 630 m2 de surface construite et sa capacité est de trente mille voyageurs par heure, aux heures de pointe<.
Pour commémorer le retour des rails à Tucuruvi, supprimées en 1965, lors de la désactivation du tramway da Cantareira, le gouvernement de l'État a engagé un concert du groupe Demônios da Garoa,.

### Depuis le début de l'exploitation
Depuis l'expropriation des zones pour les travaux de la station, en 1986, le métro a envisagé la mise en place d'un grand terminus d'autobus interurbain pour desservir les habitants de la zone nord de São Paulo et de Guarulhos. Ses travaux ont été reportées à 2002, jusqu'à leur annulation. À la place du terminus, le métro a choisi de construire un centre commercial (Shopping Metrô Tucuruvi), avec un petit terminus linéaire d'autobus, pour développer ses recettes non tarifaires,.
Le transit moyen de la station en 2013 est de 65 000 voyageurs par jour ouvrable, faisant d'elle, l'une des cinq plus fréquentées de la ligne 1.

## Services aux voyageurs

### Accès et accueil
Son accès principal est situé sur l'avenida Doutor Antonio Maria Laet, elle dispose d'un deuxième accès par la rua Paranabi et à l'avenida Tucuruvi. Elle est accessible aux personnes à la mobilité réduite.

### Desserte
Capão Redondo est desservie par les rames de la ligne 1 du métro de São Paulo de 4h40 à 00h00.

### Intermodalité
Elle est desservie par un terminal de Bus<.

## Œuvres d'art
- Ogô (sculpture), Tatti Moreno, modelage en formes de bois, structure entière en acier (1999), acier, résine polyéthylène, peinture époxy (7,00 mx 3,30 m - 800 kg), installé dans le jardin extérieur[15].
- Semente (sculpture), Renato Brunello, sculpture (1999), marbre blanc (1,70 x 1,35 x 0,40 m - 1500 kg), installé sur la mezzanine.

Sculpture Ogô de Tatti Moreno
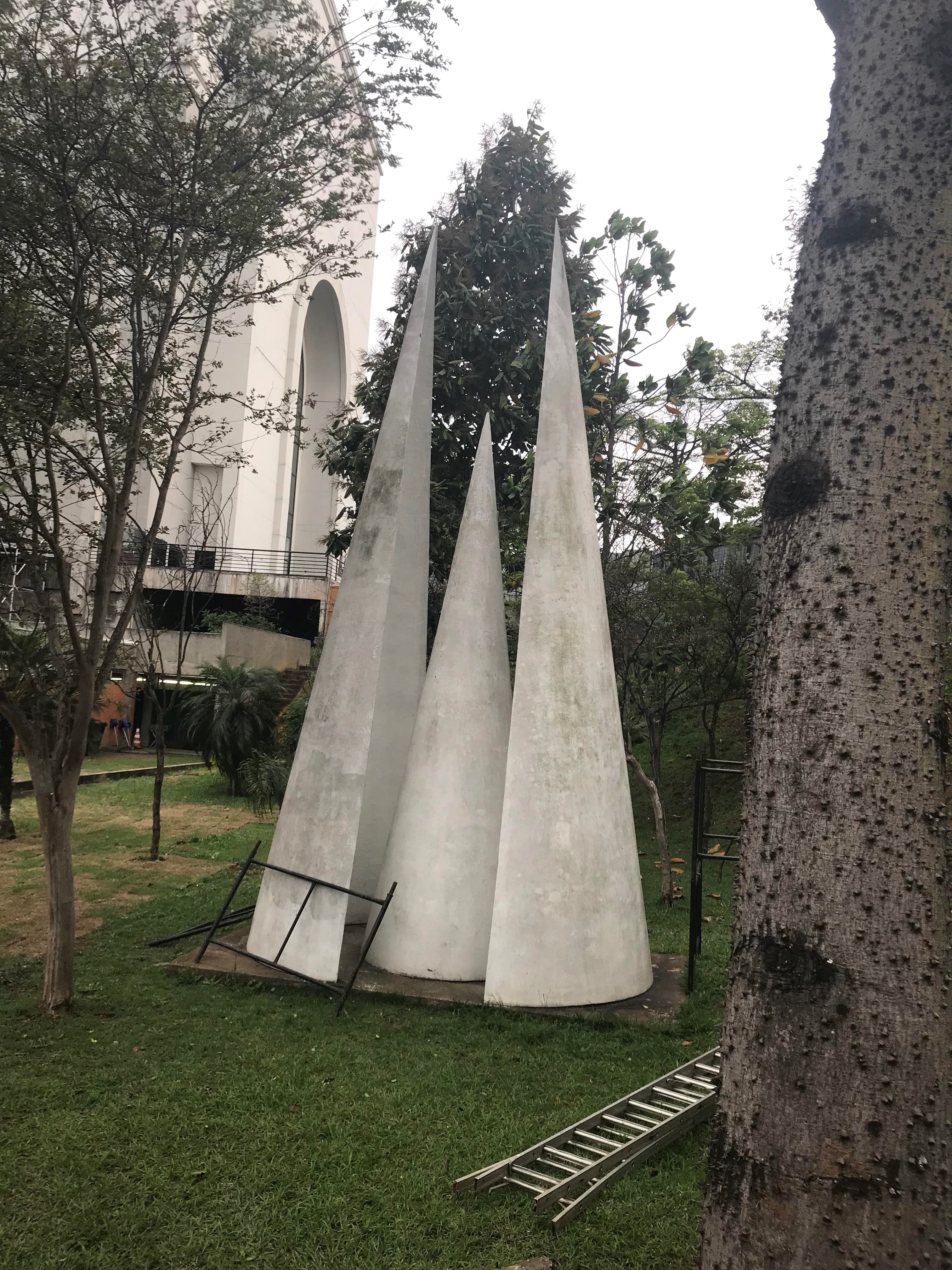
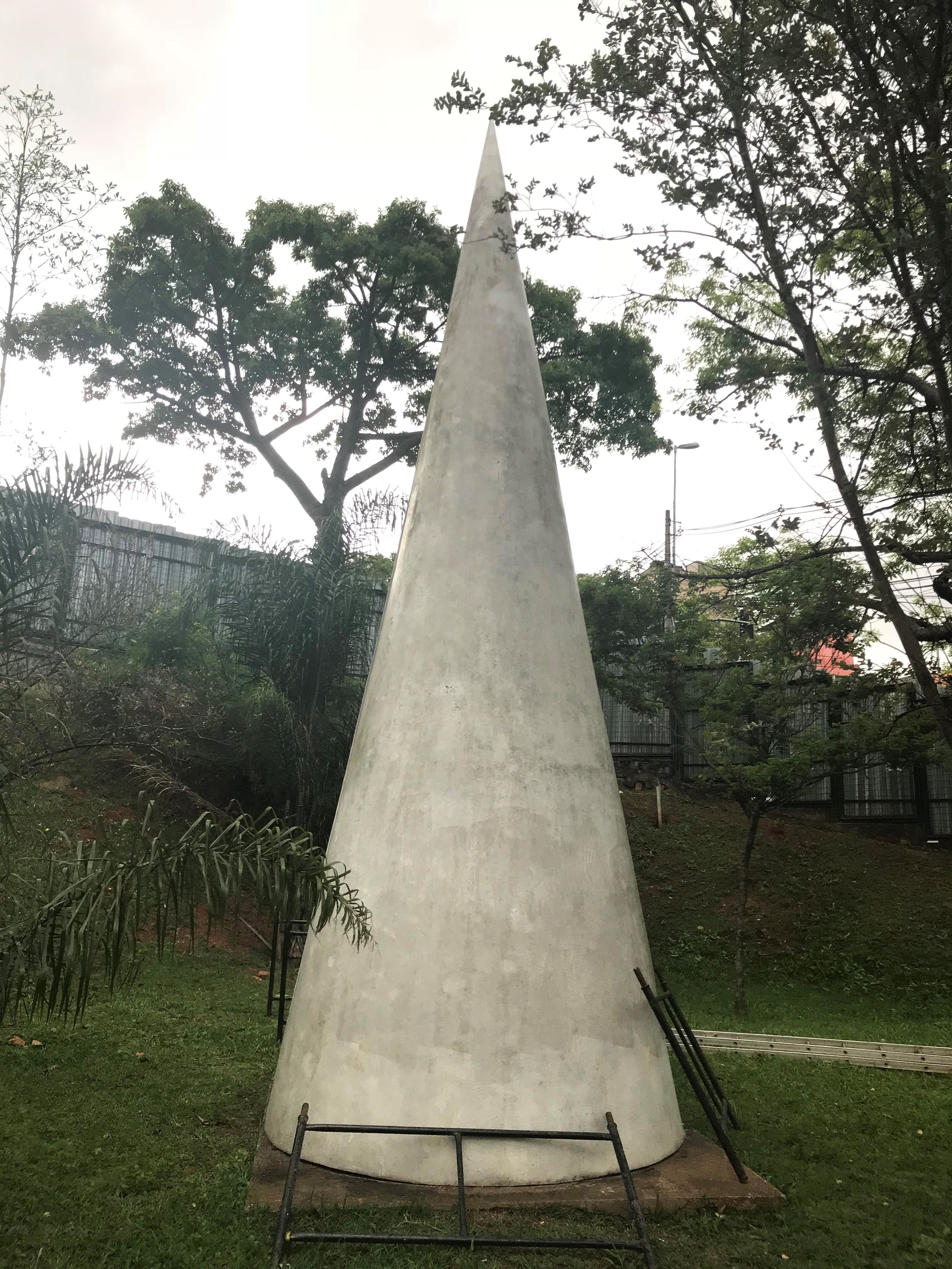
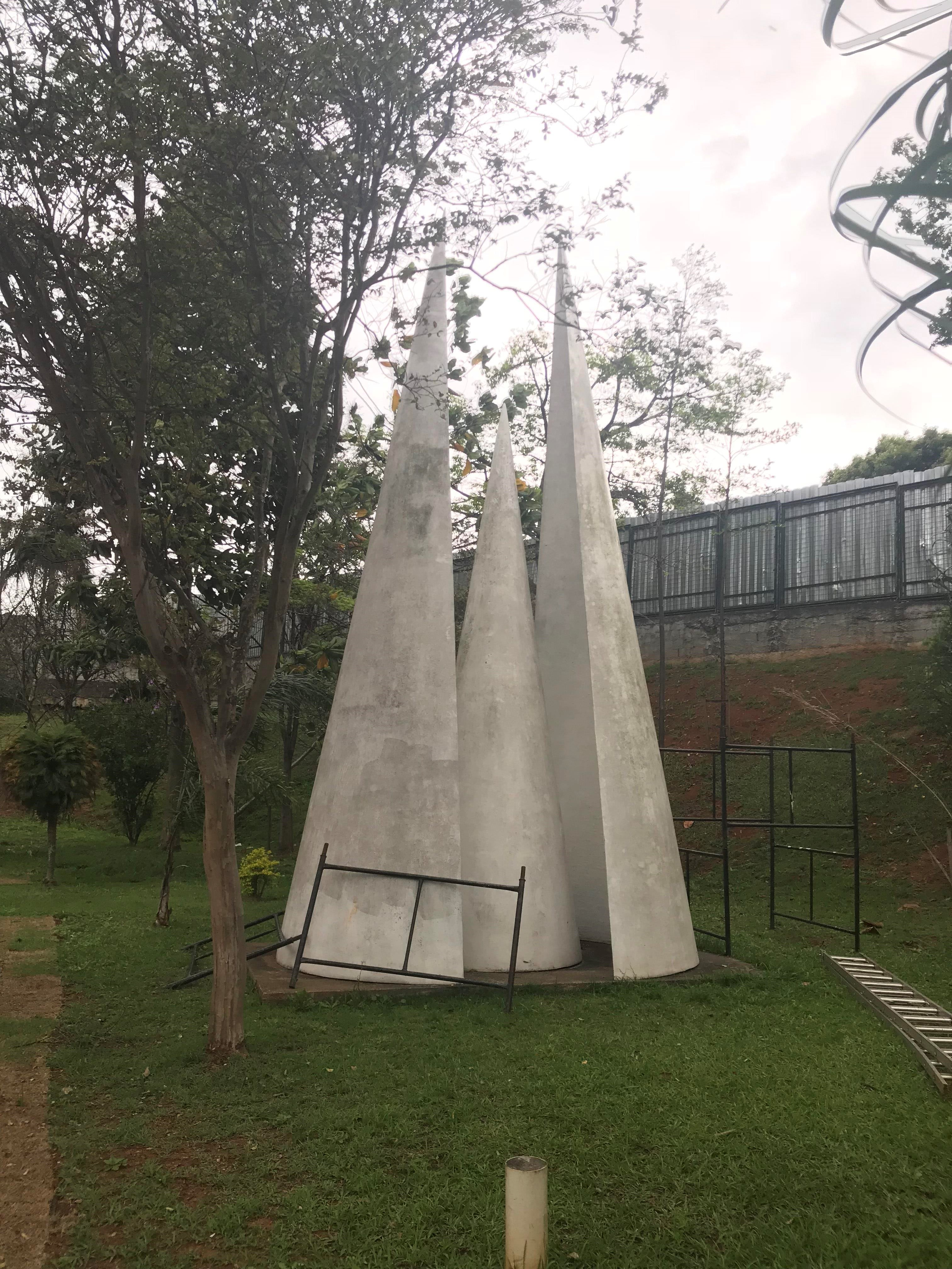

## À proximité
- Shopping Metrô Tucuruvi